# Макао (гра)
Макао — азартна картярська гра, широко поширена на початку XX століття, до заборони гральних будинків. Назвою зобов'язана місту Макао (Аоминь), колишньої португальської колонії, найбільшому центру грального бізнесу на Сході.
Правила в різній літературі описуються по-різному, але принцип їх один. В одних випадках здають по 1 карті, в інших — по 3, ще в одному варіанті грають з козирем («клубне екарте»). Найбільш відомий варіант має іншу назву: вікторія. Кількість гравців необмежено. Колода — 104 аркуша, тобто дві змішані колоди. Перш все ставлять домовлену ставку. Потім Банкомет здає по 1 карті кожному гравцеві і собі. Інші гравці називаються понтери.

## Правила
Туз має одне очко, картинки — по 10, решта карт — по гідності. Гравці можуть вимагати прикуп. Тоді банкомет здає їм ще по одній карті. Щоправда, ті, хто прикупив, потім втрачають у виграші. Можна прикупити ще раз, тобто скинути обидві погані карти і отримати нові дві. Після здачі підраховують очки і виграш. Десятки відкидаються, вища карта — 9. Виграє той, у кого 9. Він отримує втричі, в тому числі і Банкомет. 8 дає подвійний виграш, 7 — одинарний. Якщо банкомет має 7, то він платить тим, у кого 8 і 9, але бере з усіх інших. В цілому Банкомет має переваги.
«Вікторія» відрізняється тим, що в ній здають по дві карти.